# Amanda Tapping
Amanda Tapping (Essex, Inglaterra, 28 de agosto de 1965) é uma atriz, diretora e produtora canadense cujo papel de maior destaque é o da Coronel Samantha Carter nas telessérie Stargate SG-1 e Stargate Atlantis.

## Biografia
Nascida em Rochford, Essex, Inglaterra, se mudou com sua família para Ontário, Canadá, quando tinha três anos. Graduou-se no North Toronto Collegiate Institute, onde se destacou em ciências ambientais e drama. No entanto, quando terminou em 1984, ela decidiu focar sua atenção no drama, posteriormente estudando na University of Windsor School of Dramatic Arts, em Windsor, Ontário.
Em 1994 ela se casou com o engenheiro Allan Kovacs. Desde 2004, Tapping vive com seu marido, em Vancouver, Columbia Britânica. Tem uma filha, Olivia B. Kovacs, nascida em 22 de março de 2005. Tapping tem dois irmãos que vivos, Richard e Christopher. Chris é seu irmão gêmeo, e trabalha em Toronto, como um administrador de banco de dados. Um terceiro irmão, Steven, morreu em dezembro de 2006.

## Carreira
Após a graduação, Amanda continuou a estudar artes cênicas enquanto participava de diversas produções teatrais. Ela apareceu em vários comerciais de televisão e fez uma variedade de papéis na televisão e produções cinematográficas, como The Outer Limits e The X-Files. Também formou uma trupe de comédia, o "Random Acts", com colaboradores Katherine Jackson e Marie Anne Kerr, em Toronto no início de 1990.
Seu papel mais conhecido é o da Coronel Samantha Carter na telessérie de ficção científica Stargate SG1, que estreou em 1997. Depois de SG-1 ser cancelada, após dez temporadas, Tapping reprisou o papel de Samantha Carter em Stargate Atlantis como nova comandante da expedição Atlantis. Na quinta temporada, no entanto, o papel de Amanda no show foi reduzido ao de "convidado especial "com apenas aparições ocasionais, devido à sua escolha de dar mais atenção no desenvolvimento de uma nova série para o SyFy chamada Sanctuary.
A primeira temporada da série consistiu de 13 episódios, que foi uma expansão do show original lançado na internet em 2007 como uma série de oito webisódios, onde a maior parte do cenário é filmado em tela verde e os grande parte das personagens são em CGI. Em Sanctuary, Tapping é a protagonista e produtora executiva do show.

### Experiência como Diretora
Sua primeira experiência como diretora foi durante a sétima temporada de SG1, em 2003 no episódio intitulado "Ressurrection". Também dirigiu o sétimo episódio da segunda temporada de Sanctuary "Veritas".

## Filmografia
| Atriz       | Atriz                                 | Atriz                                      | Atriz                                          |
| Ano         | Filme                                 | Papel                                      | Notas                                          |
| ----------- | ------------------------------------- | ------------------------------------------ | ---------------------------------------------- |
| 1994        | Forever Knight                        | Dr. Naomi Ross                             | Série de TV, episódio "Near Death"             |
| 1995        | Rent-A-Kid                            | Senhora Nicely                             | Filme para TV                                  |
| 1995        | Net Worth                             | Colleen Howe                               | Filme para TV                                  |
| 1995        | The Haunting of Lisa                  | Gina/Angel                                 | Filme para TV                                  |
| 1995        | Degree of Guilt                       | Marcy                                      | Filme para TV                                  |
| 1996        | Flash Forward                         | Senhorita Yansouni                         | Série de TV                                    |
| 1996        | Remembrance                           | Linda                                      | Filme para TV                                  |
| 1996        | Golden Will: The Silken Laumann Story | Kathryn Laumann                            | Filme para TV                                  |
| 1996        | What Kind of Mother Are You?          | Ingrid Elstad                              | Filme                                          |
| 1996        | Due South                             | Audrey McKenna                             | Série de TV, episódio "Starman"                |
| 1996        | The X-Files                           | Carina Sayles                              | Série de TV, episódio "Avatar"                 |
| 1997        | The Donor                             | Cassie                                     | Filme                                          |
| 1997        | Booty Call                            | Dr. Moore                                  | Filme                                          |
| 1997        | Stargate SG-1                         | Capitã/Major/Ten. Col/Col. Samantha Carter | Série de TV, protagonista 1997-2007            |
| 1998        | Millennium                            | Dr. Cantor                                 | Série de TV, episódio "Borrowed Time"          |
| 1998        | The Outer Limits                      | Cmdr. Kate Girard                          | Série de TV, episódio "The Joining"            |
| 2000        | Blacktop                              | Garçonete                                  | Filme para TV                                  |
| 2001        | The Void                              | Profª Eva Soderstrom                       | Filme Direto para DVD                          |
| 2002        | Stuck                                 | Liz                                        | Filme                                          |
| 2002        | Life or Something Like It             | Carrie Maddox                              | Filme                                          |
| 2004        | Traffic                               | Esposa do Dono                             | Minisérie de TV                                |
| 2004        | Earthsea                              | Lady Elfarren                              |                                                |
| 2004        | Proof Positive                        | Apresentadora                              | Série de TV 2004-2005                          |
| 2005        | Stargate Atlantis                     | Colonel Samantha Carter                    | Recorrente 2005 - 2009, Protagonista 2007-2008 |
| 2006        | Breakdown                             | Mary Johnson                               | Filme Curto                                    |
| 2006        | Engaged to Kill                       | Detective Burns                            | Filme para TV                                  |
| 2007        | Sanctuary                             | Dr. Helen Magnus                           | Série para Web                                 |
| 2008        | Sanctuary                             | Dr. Helen Magnus                           | Série de TV, Protagonista 2008 - 2012          |
| 2008        | Stargate: The Ark of Truth            | Tenente Coronel Samantha Carter            | Filme Direto para DVD                          |
| 2008        | Stargate: Continuum                   | Coronel Samantha Carter                    | Filme Direto para DVD                          |
| 2008        | Ghost Hunters                         | Participação especial                      | 2008 Halloween Live                            |
| 2009        | Dancing Trees                         | Mãe                                        | Filme                                          |
| 2009        | Stargate Universe                     | Coronel Samantha Carter                    | Série de TV, 2 episódios                       |
| 2012 - 2013 | Supernatural                          | Naomi                                      | Série de TV, Recorrente 2012 - 2013            |

## Teatro
- O Mágico de Oz
- The Lion in Winter como "Alais Capet"
- Steel Magnolias - West End Theater
- Look Back in Anger como "Alison" (1986)
- Children of a Lesser God como "Sarah" (1987)
- The Taming of the Shrew como"Bianca" (1988)
- Noises Off
- The Shadow Walkers

## Prêmios e Indicações
Tapping tem 7 prêmios de 17 indicações.
| Ano  | Prêmio                | Categoria                                                                               | Episódio/Filme                 | Resultado |
| ---- | --------------------- | --------------------------------------------------------------------------------------- | ------------------------------ | --------- |
| 2000 | Leo Award             | Melhor Atriz em uma Série Dramática                                                     | Stargate SG-1: "Point of View" | Indicado  |
| 2000 | Saturn Award          | Melhor Atriz na Televisão                                                               | –                              | Indicado  |
| 2001 | Gemini Award          | Melhor Atriz em uma Série Dramática                                                     | Stargate SG-1: "2010"          | Indicado  |
| 2001 | Saturn Award          | Melhor Atriz na Televisão                                                               | –                              | Indicado  |
| 2002 | Leo Award             | Série Dramática: Melhor Performance - Atriz                                             | Stargate SG-1: "Ascension"     | Venceu    |
| 2002 | Saturn Award          | Melhor Atriz na Televisão                                                               | –                              | Venceu    |
| 2004 | Leo Award             | Série Dramática: Melhor Direção                                                         | Stargate SG-1: "Resurrection"  | Indicado  |
| 2004 | Leo Award             | Série Dramática: Melhor Atriz                                                           | Stargate SG-1: "Grace"         | Venceu    |
| 2004 | Saturn Award          | Melhor Atriz na Televisão                                                               | –                              | Venceu    |
| 2005 | Leo Award             | Série Dramática: Melhor Atriz                                                           | Stargate SG-1: "Threads"       | Venceu    |
| 2007 | Canadian Comedy Award | Melhor Atriz(Filme)                                                                     | Breakdown                      | Venceu    |
| 2009 | Constellation Award   | Melhor Atriz em um Filme, minisérie ou filme para TV de 2008                            | Stargate: Continuum            | Indicado  |
| 2009 | Constellation Award   | Melhor Atriz em um episódio de ficção cientifica em 2008                                | Sanctuary: "Requiem"           | Indicado  |
| 2009 | Constellation Award   | Contribuição Canadense Marcante para um Filme de Ficção Cientifica ou Televisão em 2008 | –                              | Indicado  |
| 2009 | Leo Award             | Melhor Atriz em Dramática                                                               | Stargate: Continuum            | Indicado  |
| 2009 | Leo Award             | Série Dramática: Melhor Atriz                                                           | Sanctuary: "Requiem"           | Venceu    |
| 2009 | Gemini Award          | Melhor Atriz em uma Série Dramática                                                     | Sanctuary                      | Indicado  |